# Galaktan 5-O-arabinofuranoziltransferaza
Galaktan 5-O-arabinofuranoziltransferaza (EC 2.4.2.46, AftA, Rv3792) je enzim sa sistematskim imenom galaktofuranan:trans,oktacis-dekaprenilfosfo-beta--arabinofuranoza 5-O-alfa-D-arabinofuranoziltransferaza. Ovaj enzim katalizuje sledeću hemijsku reakciju
Dodaje alfa-D-arabinofuranozilnu grupu sa trans,oktacis-dekaprenilfosfo-beta--arabinofuranoe u 5-O-poziciju osme, desete i dvanasete galaktofuranozne jedinice galaktofurananskog lanca [beta--galaktofuranozil-(1->5)-beta--galaktofuranozil-(1->6)]14-beta-D-galaktofuranozil-(1->5)-beta--galaktofuranozil-(1->4)-alfa-L-ramnopiranozil-(1->3)-N-acetil-alfa-D-glukozaminil-difosfo-trans,oktacis-dekaprenol
Ovaj enzim je izolovan iz Mycobakterija tuberculosis i Corynebakterija glutamicum.

## Literatura
- Nicholas C. Price; Lewis Stevens (1999). Fundamentals of Enzymology: The Cell and Molecular Biology of Catalytic Proteins (Third изд.). USA: Oxford University Press. ISBN 019850229X.
- Eric J. Toone (2006). Advances in Enzymology and Related Areas of Molecular Biology, Protein Evolution (Volume 75 изд.). Wiley-Interscience. ISBN 0471205036.
- Branden C; Tooze J. Introduction to Protein Structure. New York, NY: Garland Publishing. ISBN 0-8153-2305-0.
- Irwin H. Segel. Enzyme Kinetics: Behavior and Analysis of Rapid Equilibrium and Steady-State Enzyme Systems (Book 44 изд.). Wiley Classics Library. ISBN 0471303097.
- William P. Jencks (1987). Catalysis in Chemistry and Enzymology. Dover Publications. ISBN 0486654605.

## Spoljašnje veze
- Galactan+5-O-arabinofuranosyltransferase на 